# Bosnien und Herzegowina beim Eurovision Young Musicians
Übertragende Rundfunkanstalt

Erste Teilnahme
2012
Bisher letzte Teilnahme
2012
Anzahl der Teilnahmen
1
Höchste Platzierung
k. A.
Dieser Artikel befasst sich mit der Geschichte Bosnien und Herzegowinas als Teilnehmer des Wettbewerbs Eurovision Young Musicians.

## Regelmäßigkeit der Teilnahme und Erfolg im Wettbewerb
Bosnien und Herzegowina nahm bisher einmal am Eurovision Young Musicians teil. 2014 wurde die Pianistin Naomi Druškić zum Wettbewerb entsandt, sie schied jedoch bereits im Halbfinale aus. Seitdem hat sich der zuständige Sender Bosanskohercegovačka radiotelevizija (BHRT) nicht mehr zu einer Teilnahme geäußert. Zudem steht der Sender seit 2016 aufgrund ausstehender Zahlungen (Ende des Jahres 2021 etwa 32 Millionen Euro) unter Sanktionen der EBU und ist deshalb von deren Programmen, darunter auch dem Eurovision Young Musicians, ausgeschlossen. Der Grund dieser Zahlungsunfähigkeit liegt darin, dass RTRS seit 2017 seiner gesetzlichen Pflicht nicht nachkommt, 50 % des Rundfunkbeitrags in der Republika Srpska an BHRT zu überweisen.
Die ehemalige Delegationsleiterin des Senders Lejla A. Babović erklärte im Mai 2025 in einem Interview, dass sie eine Rückkehr Bosniens zu Veranstaltung wie dem Eurovision Song Contest für möglich halte, wenn dieser die Schulden bis November 2025 abbezahle.

## Liste der Beiträge
Farblegende: – 1. Platz. – 2. Platz. – 3. Platz. – ausgeschieden im Halbfinale/in der Qualifikation. – keine Teilnahme/nicht qualifiziert.
| Jahr                          | Interpret                | Instrument               | Stücke                                                                                     | Platz Finale             | Platz Halbfinale         | Nationale Vorentscheidung |
| ----------------------------- | ------------------------ | ------------------------ | ------------------------------------------------------------------------------------------ | ------------------------ | ------------------------ | ------------------------- |
| 2012                          | Naomi Druškić            | Klavier                  | Vanished Days, op57, No. 1 von Edvard Grieg Toccata, in E flat minor von Aram Khachaturian | ausgeschieden            | k. A. / 9                |                           |
| 2014 2016 2018 2020 2022 2024 | Auf Teilnahme verzichtet | Auf Teilnahme verzichtet | Auf Teilnahme verzichtet                                                                   | Auf Teilnahme verzichtet | Auf Teilnahme verzichtet | Auf Teilnahme verzichtet  |